# Brian Robinson
Brian Robinson (Mirfield, 3 november 1930 - 25 oktober 2022) was een Brits wielrenner. Als amateur nam hij namens Groot-Brittannië deel aan de Olympische Zomerspelen van 1952 in Helsinki.
In 1955 nam Robinson, professional inmiddels, deel aan de Ronde van Frankrijk. Hij en zijn ploeggenoot Tony Hoar in de Britse landenploeg waren de eerste Britse renners die de Tour uitreden. In 1956 ging Robinson over naar de ploeg van Charly Gaul. In 1958 won hij als eerste Brit een touretappe, enkele jaren later gevolgd door etappezeges en de eindoverwinning in de Dauphiné Libéré. Ook haalde Robinson in 1959 zijn landgenoot Tom Simpson naar zijn team.

## Belangrijkste overwinningen
1954
6e etappe Ronde van Europa
1958
5e etappe Tour du Sud-Est
7e etappe Ronde van Frankrijk
1959
1e etappe (deel A, TTT) Ronde van Spanje
20e etappe Ronde van Frankrijk
1960
2e etappe Ronde van de Aude
3e etappe GP du Midi-Libre
1961
3e etappe Critérium du Dauphiné Libéré
Eindklassement Critérium du Dauphiné Libéré

## Resultaten in voornaamste wedstrijden
| Jaar | Ronde van Italië | Ronde van Frankrijk | Ronde van Spanje |
| ---- | ---------------- | ------------------- | ---------------- |
| 1955 |                  | 29e                 |                  |
| 1956 |                  | 14e                 | 8e               |
| 1957 |                  | opgave              |                  |
| 1958 |                  | opgave (1)          |                  |
| 1959 |                  | 19e (1)             | opgave           |
| 1960 |                  | 26e                 |                  |
| 1961 |                  | 53e                 |                  |
| 1962 |                  |                     |                  |

| Jaar | Milaan-San Remo | Gent-Wevelgem | Parijs-Roubaix | Waalse Pijl |  | WK op de weg |
| ---- | --------------- | ------------- | -------------- | ----------- |  | ------------ |
| 1955 | 60e             |               |                | 4e          |  | opgave       |
| 1956 | 59e             |               |                |             |  |              |
| 1957 | Brons           | 28e           |                | 15e         |  | 16e          |
| 1958 |                 |               | 35e            |             |  | 23e          |
| 1959 |                 |               |                |             |  |              |
| 1960 |                 |               |                |             |  | 10e          |
| 1961 |                 |               |                | 36e         |  | opgave       |
| 1962 |                 |               |                |             |  | opgave       |

Wielerploegen van Brian Robinson
R. Altig ·
W. Altig ·
Baptista ·
Barbosa ·
De Wagheneire ·
Elena ·
Enthoven ·
Everaert ·
Fourgeaud ·
Gaudrillet ·
Geldermans ·
de Haan ·
Hoffmann ·
Howling ·
Ignolin ·
Mahé ·
Mastrotto ·
Rivière ·
Robinson ·
Saint ·
Scodeller ·
Simpson ·
Somerling ·
Thiélin ·
Varnajo ·
de Waard ·
Wolfshohl
R. Altig ·
W. Altig ·
Delort ·
Enthoven ·
Everaert ·
Geldermans ·
de Haan ·
Howling ·
Lebaube ·
Mangeas ·
Mastrotto ·
Robinson ·
Simon ·
Simpson ·
Thiélin ·
Trolez ·
Varnajo
R. Altig · 
W. Altig ·
Annaert · 
Anquetil ·
Beaumont · 
Binggeli ·
Claud ·
Cloarec ·
Delattre · 
Dufraisse ·
Elliott ·
Everaert ·
Gandolfo ·
Geldermans ·
Graczyk ·
Janssens ·
Le Dudal · 
Le Her ·
Le Lan ·
Lepolard ·
Queheille ·
Raynal ·
de Roo ·
Robinson ·
Rostollan ·
Rousseau ·
Sciardis ·
Stablinski  ·
Stolker ·
Thomas ·
Varnajo
Baele ·
Baldasseroni ·
Beaufrère ·
Bracke ·
Cerami ·
Colette ·
Daems ·
Descombin ·
Duez ·
Forestier ·
Gabard ·
Gaignard ·
Gaul ·
Giscos ·
de Haan ·
Hamon ·
Hocquaux ·
Hoevenaars ·
Impanis ·
Kunde ·
Lach ·
Le Hec ·
Le Lan ·
Le Mellec ·
Lewicki ·
Mastrotto ·
Mathy ·
Monty ·
Morn ·
Nédélec ·
Paillier ·
Rentmeester ·
Robinson ·
Rohrbach ·
Ruby · 
Schoubben ·
Scob ·
Simon ·
Simpson ·
Tymen ·
Valdois ·
Vallée ·
Vanderveken ·
Vannitsen ·
Viot ·
Walryck ·
Wolfshohl
- International Standard Name Identifier: 0000 0000 6444 4795
- Library of Congress Control Number: nb2011030577
- Virtual International Authority File: 93546408
- WorldCat: E39PBJp67dB4q9kRHYXCyctHYP